# 奧古斯塔 (薩克森-魏瑪-艾森納赫)
奧古斯塔·瑪麗·路易絲·卡特琳（德語：Augusta Marie Luise Katharina，1811年9月30日—1890年1月7日）是德意志帝國皇后和普魯士王國王后。她的丈夫是德意志帝国的开国皇帝威廉一世。
奥古斯塔的是萨克森-魏玛-艾森纳赫大公卡尔·腓特烈和俄罗斯女大公的二女儿。她的外祖父是俄罗斯沙皇保罗一世。
十五岁的她是1826年首次和威廉一世见面。因为当时威廉的心上人伊莉莎只是普通的波兰贵族，所以他父亲腓特烈·威廉三世施压要他娶门当户对的奥古斯塔为妻。两人最终在1829年结婚。威廉始終没有忘记伊莉莎，他们的婚姻生活并不开心。他们育有一子一女。晚年时的她和孙子威廉二世感情很好。她是德国威廉二世的祖母。

## 相关
- 第4奥古斯塔近卫掷弹兵团